# Hortência Marcariová
Hortência Maria de Fátima Marcari (* 23. září 1959 Potirendaba) je bývalá brazilská basketbalistka, hlavní hvězda slavné éry brazilského basketbalu 90. let, často označovaná za jednu z nejlepších basketbalistek historie. Je rekordmankou v počtu bodů brazilské ženské basketbalové reprezentace, za niž prvně nastoupila již v patnácti letech. Vyhrála s ní titul mistryň světa v roce 1994, Panamerické hry roku 1991 a získala stříbro na olympijských hrách v Atlantě roku 1996. V roce 2002 byla uvedena do Síně slávy ženského basketbalu, v roce 2005 do americké Naismithovy síně slávy a v roce 2007 do Síně slávy Mezinárodní basketbalové federace. V roce 2016 při zahajovacím ceremoniálu olympijských her v Rio de Janeiru byla jednou z nositelek olympijské pochodně. Převzala ji od tenisty Gustava Kuertena, který s pochodní vběhl na stadion, a předala ji maratonskému běžci Vanderlei de Limovi, který pak zapálil olympijský oheň.